# Artch
Artch is een Noorse powermetalband.
De band werd in 1982 in Sarpsborg opgericht door leadzanger Espen Hoss. Hij werd later vervangen door Eirikur Hauksson nadat Hoss omkwam bij een dodelijk ongeluk.
De band bracht twee albums uit bij het label Metal Blade, Another Return en For The Sake Of Mankind. Kort geleden hebben ze deze albums opnieuw uitgebracht in Europa. In 2000 kwamen ze weer bij elkaar nadat ze lange tijd uit elkaar waren geweest.
Door kenners worden ze muzikaal vaak vergeleken met Iron Maiden.

## Samenstelling
Artch bestaat uit:
- Eirikur Hauksson - vocalist
- Cato Andre Olsen - gitarist
- Geir Nilssen - gitarist
- Bernt Jansen - bassist
- Gudmund Bolsgård - drummer

### Voormalige leden
- Jørn Jamissen - drummer
- Espen Hoss - zanger

## Discografie
- 1988 - Another Return (Active)
- 1991 - For The Sake Of Mankind (Metal Blade)